# Luscar
Luis Carlos dos Santos (Salto, 1948 — São Paulo, 25 de março de 2022), mais conhecido como Luscar, foi um quadrinista e ilustrador brasileiro. Luscar foi um dos pioneiros no estilo gráfico despojado. 

## Biografia
Luscar iniciou sua carreira em 1964, desenhando os quadrinhos da Turma da Mônica. Em 1967, criou sua própria turma de personagens, Pivetes, para a Editora GEP, que durou duas edições. Na década de 1970 integrou a equipe de O Pasquim, além de publicar em jornais e revistas como Claudia, O Cruzeiro, Senhor, MAD e Folha. Seu principal personagem foi o justiceiro Dr. Baixada, que teve histórias próprias publicadas pelas editoras Hamasaki e Circo.
Durante o período da ditadura militar no Brasil, Luscar chegou a ser preso pelo regime.
Em 2002, recebeu o troféu de Mestre do Quadrinho Nacional do Prêmio Angelo Agostini pela sua obra.

## Prêmios
- 2002 — Mestre do Quadrinho Nacional do 18º Prêmio Angelo Agostini[5][6]